# Chrysaster
Chrysaster är ett släkte av fjärilar. Chrysaster ingår i familjen styltmalar.
Kladogram enligt Catalogue of Life:
| Chrysaster | \| \| Chrysaster hagicola \| \| \| \| \| \| Chrysaster ostensackenella \| \| \| \| |
|            | \| \| Chrysaster hagicola \| \| \| \| \| \| Chrysaster ostensackenella \| \| \| \| |
|            | Chrysaster hagicola                                                                |
|            |                                                                                    |
|            | Chrysaster ostensackenella                                                         |
|            |                                                                                    |